# Анузі
Регіон Анузі (малаг. Faritra Anosy; фр. Région d'Anôsy) — один з 22 регіонів Мадагаскару на півдні країни. До 2007 року регіон входив до складу провінції Туліара. За переписом 2018 року налічує 809 тис. жителів і має площу 25 731 км2 . Столиця регіону — Толанаро.

## Назва та історія
Назва регіону походить з малагасійської мови, де воно означає «острів». Через розташування на стратегічному морському шляху, що пролягав уздовж його узбережжя, Анузі був важливим перехрестям для малагасійців, мусульман і європейців. Регіон Анузі відрізняється від решти острова тим, що в 1508—1617 роках він перебував під владою Португальської імперії і служив португальцям як корабельна зупинка на шляху до Індії.  У середині 1600-х років тут було розташоване перше французьке колоніальне поселення в Індійському океані. Регіон був частиною Королівства Імерина протягом більшої частини 1800-х років і частиною французької колонії Мадагаскар з кінця 1800-х до 1960 року.

## Місцезнаходження та площа
Регіон розташований на південному сході країни і має площу 25 731 км 2. Столиця регіону — Толанаро.
Регіон Анузі межує з чотирма іншими адміністративними регіонами:
- Регіон Андруа
- Регіон Аціму-Андрефана
- Регіон Ігоромбе
- Регіон Аціму-Ацінанана

## Адміністративний поділ регіону
В даний час область Анузі включає 3 райони, які поділяються на 64 муніципалітети:
- Район Амбоасарі (Amboasary);
- Район Бетрока (Betroka);
- Район Толанаро (Толанаро)[6].

## Населення

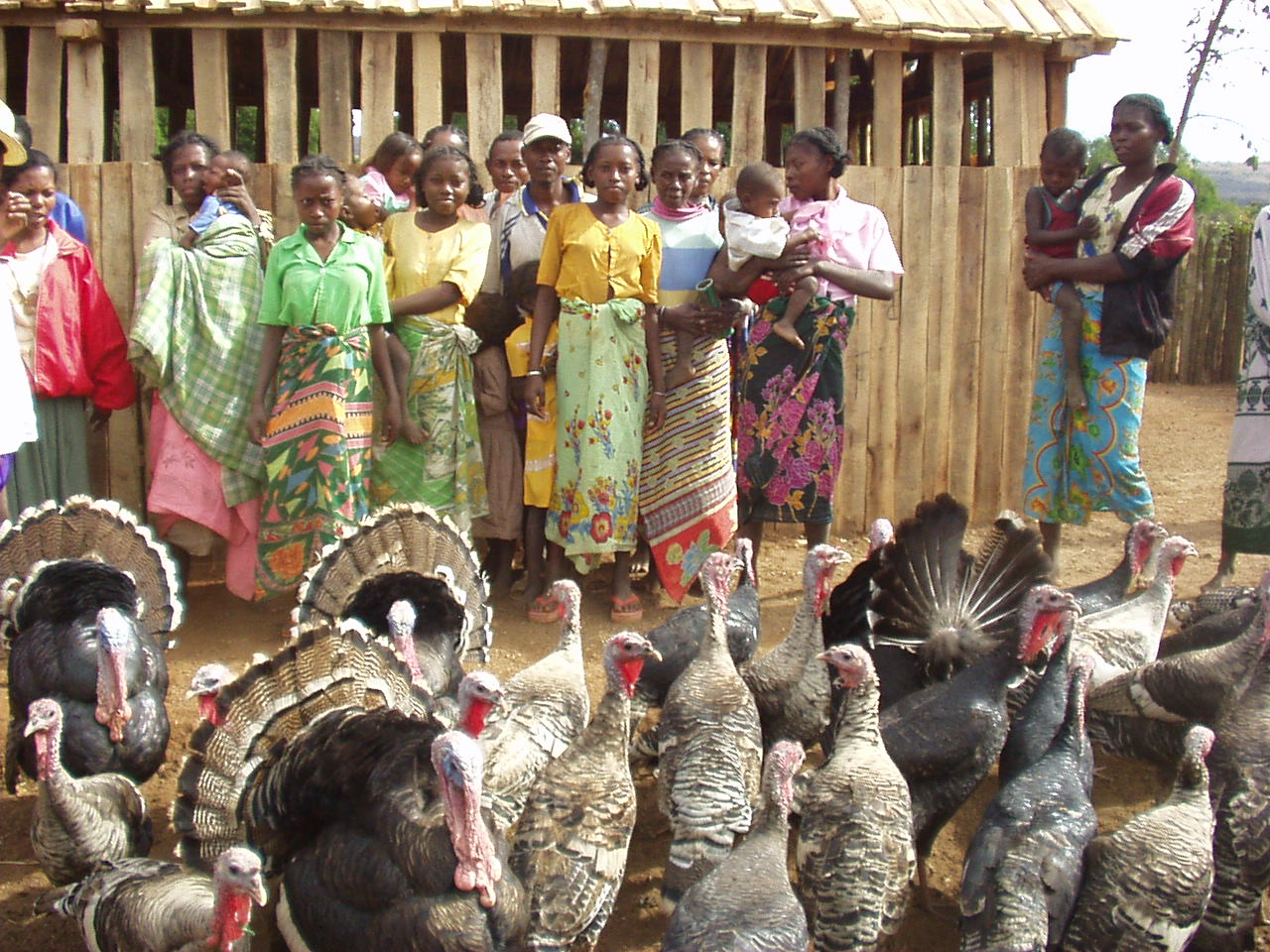
Жінки антанузі, які розводять індиків

За переписом 2018 року регіон Анузі налічує 809 тис. жителів. 
Населення, яке історично жило в Анузі, відоме як антанузі. Враховуючи історію регіону, їх можна точніше описати як «люди з регіону Анузі». Антанузі живуть переважно на сході, вздовж узбережжя та прибережних річок. На південному заході регіону мешкають також представники народності антандруа, особливо в районі Толанаро та в районі Амбоасарі-Суд, разом з іншими малагасійцями з інших частин Мадагаскару. Внутрішню сільську місцевість району Бетрока в основному заселяють представники народності Бара. Присутні також азіати, які володіють багатьма магазинами та лавками в міських центрах, і європейці, які працюють у природоохоронній сфері, гірничодобувній промисловості, туризмі та в структурах Католицької церкви. Хоча під час французької окупації Мадагаскару в Анузі проживало багато громадян Франції, більшість з них виїхали з країни в середині 1970-х років. 

## Національні парки та заповідники

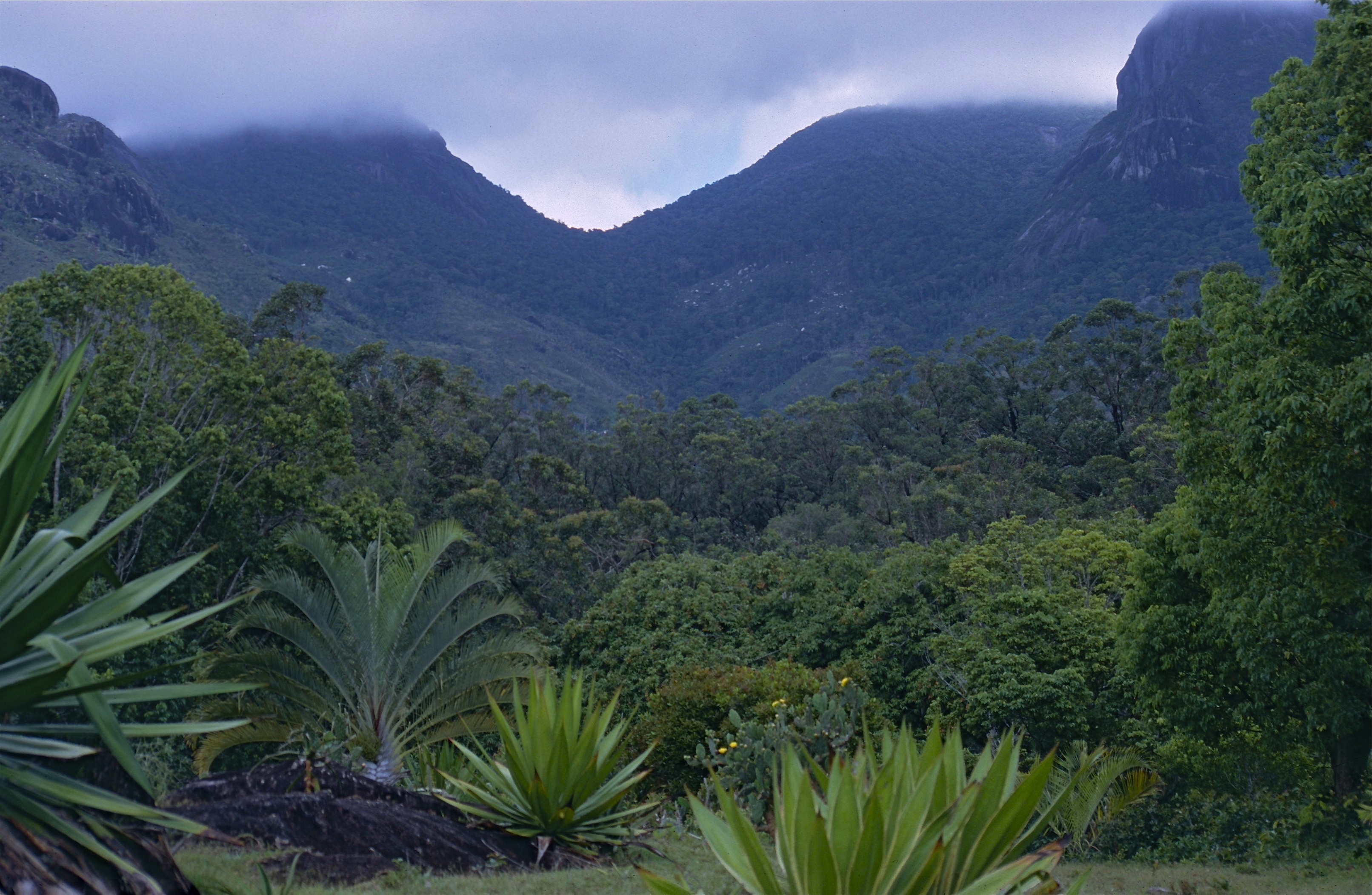
Резерват Нахампоана

На території регіону Анузі є 1 національний парк і 1 заповідник:
- Заповідник Баренті
- Національний парк Андохахела